# Félix Sánchez Bas
Félix Sánchez Bas (Barcelona, 13 december 1975) is een Spaans voetbaltrainer. Per 11 maart 2023 is hij bondscoach van Ecuador. Hij was tot en met eind december 2022 bondscoach van Qatar, waarmee hij in 2019 de AFC Asian Cup won, en later deelnam aan het WK 2022.

## Trainerscarrière

### Beginjaren
Sánchez ging in 2006 aan de slag bij de Aspire Academy in Qatar, nadat hij tien jaar jeugdcoach was geweest bij FC Barcelona. In 2013 plukte de Qatarese voetbalbond hem uit die jeugdacademie weg om de nationale U19 te coachen. Met de Qatarese U19 won Sánchez een jaar later de Asian Cup –19.

### Qatar
Sánchez klom langzaam maar zeker op binnen de Qatarese voetbalbond: na het vertrek van Jorge Fossati werd hij op 3 juli 2017 bondscoach van het A-elftal. Sánchez debuteerde op 16 augustus 2017 met een 0-1-zege tegen Andorra in een vriendschappelijke interland die in het St George's Park National Football Centre in het Engelse Burton upon Trent.

#### 2017
In zijn eerste jaar als bondscoach nam hij met Qatar deel aan de Golf Cup of Nations 2017. Qatar slaagde er in een groep met Bahrein, Irak en Jemen niet in om zich te plaatsen voor de knock-outfase: de Qatari begonnen met een 4-0-zege tegen Jemen, maar verloren vervolgens van Irak. Na twee speeldagen hadden Irak en Bahrein vier punten, terwijl Qatar er drie had. Bij een overwinning tegen Bahrein had Qatar dus genoeg, maar het bleef 1-1 in het Internationaal Stadion Jaber al-Ahmad, terwijl Irak met 3-0 won van Jemen.

#### 2019
Ruim een jaar na de vroegtijdige uitschakeling in de Golf Cup of Nations schreef Sánchez geschiedenis door Qatar naar de eerste Asian Cup-overwinning te loodsen. Nadat Qatar in een groep met Libanon, Noord-Korea en Saoedi-Arabië groepswinnaar werd met het maximumaantal punten en een positief doelsaldo van +10 versloeg het in de knock-outfase achtereenvolgens Irak, Zuid-Korea, de Verenigde Arabische Emiraten en Japan. In mei 2019 kreeg Sánchez een contractverlenging tot 2022, het jaar waarin Qatar het WK 2022 organiseerde.
Later dat jaar nam Sánchez met Qatar als gastland ook deel aan de Copa América 2019. In zijn eerste groepswedstrijd slaagde Qatar erin om een 2-0-achterstand op te halen tegen Paraguay, waardoor het gastland met een gelijkspel aan het toernooi begon, maar de wedstrijden tegen Colombia en Argentinië gingen verloren.
Qatar sloot het jaar af met de Golf Cup of Nations 2019, dat het zelf organiseerde. Ditmaal eindigde Qatar tweede in een groep met Irak, Jemen en de Verenigde Arabische Emiraten. In de halve finale verloor Qatar met 1-0 van Saoedi-Arabië, dat op zijn beurt zelf met 1-0 onderuit ging in de finale tegen Bahrein.

#### 2021
Net als voor de Copa América kreeg Qarar ook voor de Gold Cup 2021 een uitnodiging. Ditmaal schopte het Aziatische land het tot de halve finale nadat het groepswinnaar werd in een groep met Grenada, Honduras en Panama en vervolgens ook El Salvador opzijzette in de kwartfinale. In de halve finale verloor Qatar met het kleinste verschil tegen de Verenigde Staten, die het toernooi uiteindelijk zouden winnen, na een doelpunt van Gyasi Zardes in de 86e minuut.
In het najaar van 2021 was Qatar gastheer van de FIFA Arab Cup 2021, een voetbaltoernooi voor landen uit de Arabische wereld dat voor het laatst in 2012 voor het laatst werd georganiseerd, toen onder de naam Arab Nations Cup. Qatar pakte in een groep met Bahrein, Irak en Oman 9 op 9 en boekte in de kwartfinale een vlotte 5-0-zege tegen de Verenigde Arabische Emiraten, maar in de halve finale verloor het gastland met 1-2 van Algerije. In de troostfinale won Qatar na strafschoppen van Egypte, waardoor het gastland toch nog brons pakte.

#### 2022
Op 20 november 2022 trapten Qatar en Ecuador het WK 2022. Ecuador won met 0-2 na een tweeklapper van Enner Valencia. Vijf dagen later scoorde Mohammed Muntari het eerste Qatarese WK-doelpunt uit de geschiedenis, maar het leverde geen resultaat op: Senegal won met 1-3. Het puntenverlies van Ecuador tegen Nederland later op de avond zorgde ervoor dat Qatar na twee wedstrijden al uitgeschakeld was. Ook in zijn derde groepswedstrijd (tegen Nederland) ging Qatar onderuit, waardoor het als eerste WK-gastland ooit met nul punten achterbleef.
Eind december 2022 werd bekendgemaakt dat het aflopende contract van Sánchez als bondscoach niet zou worden verlengd.

### Ecuador
Op 11 maart tekende hij een contract als bondscoach van Ecuador, tegenstander van Qatar op het voorgaande WK. Hij stond in maart direct langs de kant bij Ecuador tijdens twee vriendschappelijke interlands in en tegen Australië. Hij kreeg als doel mee om zich met Ecuador te plaatsen voor het WK 2026. Ecuador begon de kwalificatiereeks met drie punten in mindering vanwege het opstellen van Byron Castillo (valse documenten omtrent zijn nationaliteit) in de vorige kwalificatiereeks.

## Erelijst
Qatar –19
AFC –19 Asian Cup: 2014
 Qatar
AFC Asian Cup: 2019
1 Al-Sheeb ·
2 Miguel ·
3 Hassan ·
4 Waad ·
5 Salman ·
6 Hatem ·
7 Al-Aaeldin ·
8 Assadalla ·
9 Muntari ·
10 Al Haidos  ·
11 Afif ·
12 Boudiaf ·
13 Kheder ·
14 Ahmed ·
15 Al-Rawi ·
16 Khoukhi ·
17 Mohammad ·
18 Muneer ·
19 Ali ·
20 Al-Hajri ·
21 Hassan ·
22 Barsham ·
23 Madibo ·
24 Al-Hadhrami ·
25 Gaber ·
26 Meshaal ·
Coach: Sánchez